# Karl-Gustav Lindelöw
Karl-Gustav Lindelöw, född 27 juli 1920 i Jungs församling, Skaraborgs län, död 8 november 2009 i Hyllie församling, Malmö, var en svensk jurist.
Lindelöw avlade juris kandidatexamen vid Lunds universitet 1946 och anställdes samma år som biträdande jurist på Advokatfirman Borgström & Wickman i Lund. Han gjorde tingstjänstgöring 1947–1948 och blev därefter biträdande jurist på rättshjälpsanstalten i Malmö 1949, fiskal i Hovrätten över Skåne och Blekinge 1950 och var tingssekreterare i Oxie och Skytts domsaga 1950–1954. Han tjänstgjorde som sekreterare i riksdagens lagutskott 1954–1956 och utnämndes till assessor i Hovrätten över Skåne och Blekinge 1958. Lindelöw var hovrättsråd i Hovrätten för Västra Sverige 1964–1970 och slutligen lagman i Trelleborgs tingsrätt 1971–1987.
Han hade uppdraget som sekreterare i riksdagens första kammare 1958–1970. Han fungerade också som huvudsekreterare i kyrka–stat-utredningen 1958–1968.
Karl-Gustav Lindelöw hade en rad förtroendeuppdrag med anknytning till Svenska kyrkan. Han var ledamot av kyrkomötet 1968, 1970 och 1975 samt 1982–1991; vid 1975 års kyrkomöte var han ordförande i utredningsnämnden. Han satt i kyrkofullmäktige i Malmö 1977–1979 och 1989–1991 samt i stiftsfullmäktige i Lunds stift 1989–1991, var ledamot i Lunds domkapitel 1979–1987, styrelseledamot i Lunds pastoralinstitut 1980–1987 (från 1981 som vice ordförande) och ordförande för S:t Lukasstiftelsen i Malmö 1988–1992. Han var vidare ordförande för Nordiska selskapet før Kirkeret 1968–1972 och vice ordförande för Sveriges Kyrkliga Studieförbund 1973–1975. Som ensamutredare utförde han en utredning angående avsked präster i Svenska kyrkan 1990–1992.